# 51e division d'infanterie (France)
La 51e division d’infanterie (51e DI) est une unité de l’armée française, constituée pour la première fois lors de la Première Guerre mondiale. Elle est reformée lors de la Seconde Guerre mondiale.

## Chefs de corps
- Mobilisation 1914 : général Boutegourd
- 11 mai 1915 - 28 janvier 1916 : général Rouvier
- 28 janvier 1916 : général Boulange
- 28 août 1918 : général Ecochard
- 1939 - 1940 : général Gillard
- 1940 : général Boell

## Première Guerre mondiale

### Composition
- Infanterie :

208e régiment d'infanterie d'août 1914 à novembre 1916 (transféré à la 2e D.I.)
233e régiment d'infanterie d'août 1914 à novembre 1916 (transféré à la 1re D.I.)
243e régiment d'infanterie d'août 1914 à juin 1916 (dissolution)
273e régiment d'infanterie d'août 1914 à août 1918 (dissolution)
310e régiment d'infanterie d'août 1914 à juin 1916 (dissolution)
327e régiment d'infanterie d'août 1914 à novembre 1916 (transféré à la 162e D.I.)
33e régiment d'infanterie novembre 1916 à novembre 1918 (en provenance de la 2e D.I.)
73e régiment d'infanterie novembre 1916 à novembre 1918 (en provenance de la 2e D.I.)

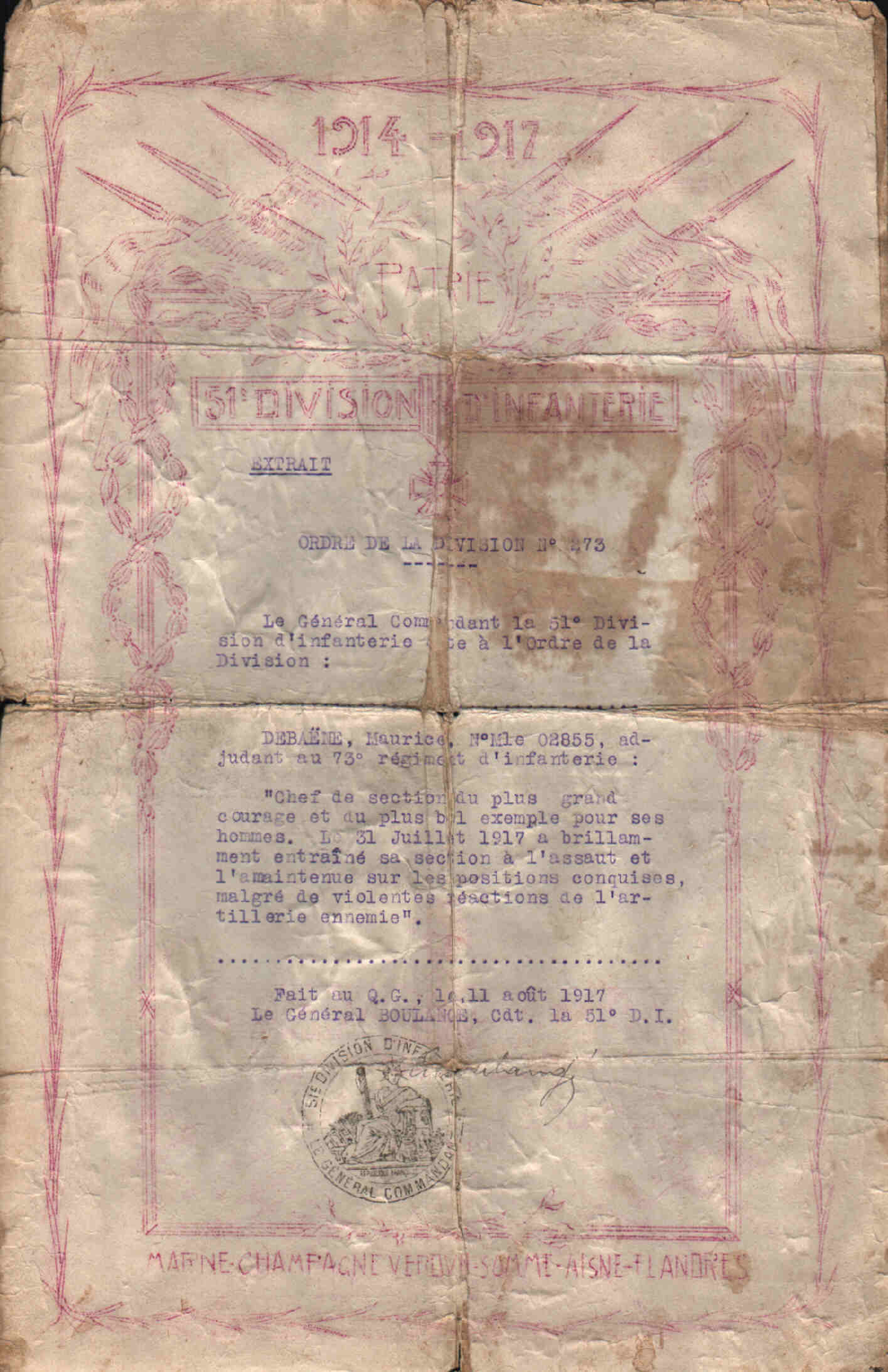
Citation à l'ordre de la division Maurice Debaene 73 RI 51

3e régiment de tirailleurs de marche de juillet à novembre 1918
- Cavalerie :

2 escadrons du 4e régiment de cuirassiers d'août 1914 à janvier 1916
2 escadrons du 11e régiment de hussards de janvier 1916 à janvier 1917
1 escadron du 6e régiment de chasseurs à cheval de janvier 1917 à novembre 1918
- Artillerie :

1 groupe de 75 du 15e régiment d'artillerie de campagne d'août 1914 à avril 1917
1 groupe de 75 du 27e régiment d'artillerie de campagne d'août 1914 à avril 1917
1 groupe de 75 du 41e régiment d'artillerie de campagne d'août 1914 à avril 1917
3 groupes de 75 du 215e régiment d'artillerie de campagne de avril 1917 à novembre 1918
107e batterie de 58 du 15e régiment d'artillerie de campagne de janvier 1916 à janvier 1918
101e batterie de 58 du 215e régiment d'artillerie de campagne de janvier à novembre 1918
5e groupe de 155c du 101e régiment d'artillerie lourde de juillet à novembre 1918
- Génie :

compagnies 1/13 et 1/24 du 1er régiment du génie
1 bataillon du 25e régiment d'infanterie territoriale d'août à novembre 1918

### Historique
Mobilisée dans la 1re Région

#### 1914
- 9 - 19 août : transport par voie ferrée dans la région de Vervins ; organisation d'une position.
- 19 - 24 août : mouvement en direction de Dinant, par Rocroi, puis couverture sur la Meuse, d'Hastière à Anhée.

23 août : combats d'Onhaye.
- 24 - 29 août : repli, par Aubenton et Vervins, vers la région de Guise.
- 29 août - 6 septembre : engagée dans la Bataille de Guise : combat de Voulpaix. À partir du 30 août, repli, par Guignicourt et Épernay, vers Sézanne.
- 6 - 13 septembre : engagée dans la 1re Bataille de la Marne.

6 - 8 septembre : Bataille des Deux Morins : combats au nord d'Esternay.
9 - 10 septembre : Bataille des Marais de Saint-Gond : combats vers Soizy-aux-Bois. À partir du 10, poursuite, par Épernay, jusque dans la région de Saint-Léonard.
- 13 - 18 septembre : engagée dans la 1re Bataille de l'Aisne : combats vers Saint-Léonard.
- 18 septembre - 17 octobre : retrait du front, mouvement vers Vrigny ; organisation défensive de la position Vrigny, Ville-Dommange ; puis combats vers Courcy et la Neuvillette.
- 17 octobre 1914 - 26 mai 1915 : retrait du front ; mouvement vers le sud-est de Reims et occupation d'un secteur vers le fort de la Pompelle et l'est de Reims.

20 avril : mouvement de rocade et occupation d’un nouveau secteur vers le fort de la Pompelle et la ferme des Marquises.

#### 1915
- 26 mai - 10 juin : retrait du front ; transport par voie ferrée dans la région de Doullens ; stationnement dans celle de Bus-lès-Artois et préparatifs d'offensive.
- 10 - 16 juin : combats vers la ferme Toutvent et attaque sur Serre. (Bataille d'Hébuterne)
- 16 juin - 26 août : retrait du front et repos au sud-est, puis au nord-est de Doullens. À partir du 23 août, travaux offensifs vers Beaurains et Blairville.
- 26 août - 28 septembre : transport par camions au nord-ouest de Rosières-en-Santerre, puis, à partir du 28 août, occupation d'un secteur vers Maucourt et Herleville.
- 28 septembre - 2 octobre : retrait du front et transport par voie ferrée, de la région sud de Moreuil, dans celle de Saint-Étienne-au-Temple.
- 2 - 15 octobre : mouvement vers le front, et occupation d'un secteur à l'est de la ferme Navarin. À partir du 6, engagée dans la 2e bataille de Champagne : attaques à l'est de la route de Souain à Sommepy.
- 15 octobre - 4 décembre : retrait du front, et transport par voie ferrée dans la région de Verdun ; repos, travaux et instruction.
- 4 décembre 1915 - 10 janvier 1916 : mouvement vers le front, puis, à partir du 6 décembre, occupation d'un secteur entre la route de Verdun à Étain et Les Éparges.

#### 1916
- 10 janvier - 14 février : retrait du front ; repos et travaux dans la région de Verdun.
- 14 -26 février : occupation d’un secteur vers Beaumont et Bezonvaux. À partir du 21 février, engagée dans la Bataille de Verdun : perte du bois de Ville, le 22 février ; des bois de la Wavrille et de l’Herbebois, le 23 ; des bois de Foise et d’Ornes, le 24 ; de Louvemont, le 25.
- 26 février - 18 juin : retrait du front ; repos vers Belrain. À partir du 3 mars, transport par camions au nord de Neufchâteau ; repos. À partir du 9 mars, transport par voie ferrée dans la région de Champagney ; repos. À partir du 2 avril, mouvement vers l’est de Belfort ; travaux. À partir du 21 mai, transport par voie ferrée au camp d’Arches ; instruction. À partir du 7 juin, transport par voie ferrée dans la région de Belfort, et le 9 juin, dans celle de Montdidier ; puis mouvement vers le front.
- 18 juin - 19 août : occupation d'un secteur entre Foucaucourt et la voie ferrée d'Amiens à Chaulnes (éléments dès le 14), réduit à droite, 13 juillet, jusque vers Lihons. À partir du 20 juillet, engagée dans la Bataille de la Somme : prise du bois Étoilé ; organisation des positions conquises vers Soyécourt et le bois Etoilé.
- 19 - 25 août : retrait du front et repos vers Coullemelle.
- 25 août - 16 octobre : mouvement vers le front et occupation d’un secteur entre la ferme Lihu et Lihons. À partir du 4 septembre, engagée dans la Bataille de la Somme :

4, 5 et 6 septembre : attaques françaises.
10 - 11 octobre : attaques françaises sur le bois de Chaulnes.
13 octobre, contre-attaque allemande.
- 16 octobre - 18 novembre : retrait du front et transport par voie ferrée au nord-ouest de Vitry-le-François ; repos.
- 18 novembre 1916 - 12 janvier 1917 : mouvement par étapes vers le nord, et, à partir du 25 novembre, occupation d'un secteur vers La Courtine et Maisons de Champagne.

#### 1917
- 12 - 28 janvier : retrait du front ; repos et instruction vers Courtisols.
- 28 janvier - 13 mars : transport, par Avize et Épernay, vers Concevreux et, à partir du 7 février, travaux d'aménagement d'un secteur d’attaque.
- 13 mars - 8 avril : occupation d’un secteur dans la région de Ployon, la ferme d'Hurtebise.
- 8 - 16 avril : retrait du front et repos vers Beaurieux.
- 16 - 22 avril : 16 avril, bataille du Chemin des Dames : attaque, en 2e ligne, sur le plateau de Craonne ; puis organisation du terrain conquis.
- 22 avril - 16 mai : retrait du front ; repos vers Romain, puis, le 25 avril, à Crouy-sur-Ourcq ; le 30 avril, à Nogent-l'Artaud ; le 9 mai, à Artonges ; le 11 mai, à Orbais-l'Abbaye, et le 13 mai à Bergères-lès-Vertus.
- 16 mai - 30 juin : repos et instruction au camp de Mailly. À partir du 11 juin, mouvement par étapes vers Provins.
- 30 juin - 6 août : transport par voie ferrée dans la région Bergues, Dunkerque ; repos. À partir du 5 juillet, placée en 2e ligne vers Reninge. À partir du 11 juillet, occupation d'un secteur vers Noordschote et Het-Sas.

18 - 27 juillet : éléments retirés du front et mis en 2e ligne. À partir du 31 juillet, engagée dans la 2e bataille des Flandres : prise de Bikschote et de Poesele ; puis organisation des positions conquises.
- 6 - 18 août : retrait du front, repos vers Bergues.
- 18 août - 15 septembre : occupation d'un secteur vers Bixschoote et Drie Grachten.
- 15 septembre - 2 octobre : retrait du front ; repos vers Vieille-Église.
- 2 - 31 octobre : transport vers le front et occupation d'un secteur vers Drie Grachten et la route de Dixmude à Bixschoote, réduit à droite, le 12 octobre, jusque vers Merckem.
- 31 octobre - 5 décembre : retrait du front ; repos et instruction dans la région de Calais.
- 5 décembre 1917 - 26 janvier 1918 : mouvement par étapes vers Lillers, puis, par Breteuil, vers Crécy-en-Brie. À partir du 26 décembre, repos et instruction.

#### 1918
- 26 janvier - 7 mars : mouvement vers Chéry-Chartreuve, et, à partir du 3 février, travaux de 2e position vers Concevreux et Maizy.
- 7 mars - 12 mai : mouvement vers le front, et, à partir du 9 mars, occupation d'un secteur dans la région la ferme Vauclerc, le Ployon, étendu à droite, le 31 mars, jusqu’au bois des Buttes.
- 12 - 31 mai : retrait du front, mouvement vers Braine et transport par voie ferrée dans la région de Beauvais ; repos et instruction.

28 mai : transport par camions vers La Croix-Saint-Ouen.
- 31 mai - 6 juin : mouvement vers le front. Engagée, vers Chaudun et Vierzy, dans la 3e Bataille de l'Aisne : contre-attaque à Chaudun, puis stabilisation du front au nord de Dommiers.
- 6 - 15 juin : retrait du front ; travaux vers Mortefontaine. À partir du 10 juin, occupation d’un secteur vers Cœuvres-et-Valsery et Fosse-en Bas.

12 - 14 juin : combats vers Laversine.
- 15 - 30 juin : retrait du front ; repos vers Chelles, puis vers Nanteuil-le-Haudouin.
- 30 juin - 18 juillet : mouvement vers le front ; occupation d'un secteur vers Troissy et Courthiézy : à partir du 15 juillet, subit le choc de l'offensive allemande ; résistance dans la région d'Igny-le-Jard (4e bataille de Champagne).
- 18 juillet - 25 août : retrait du front, transport par voie ferrée dans la région de Montbéliard ; repos vers Belfort.
- 25 août - 14 octobre : occupation d’un secteur entre la frontière suisse et Fulleren.
- 14 octobre - 11 novembre : retrait du front ; transport par voie ferrée, de Montbéliard, dans la région de Chevrières. À partir du 22 octobre, mouvement par étapes vers Saint-Quentin.

7 novembre : engagée, vers Le Nouvion (en liaison avec des éléments britanniques), dans la bataille de Thiérache (poussée vers la Belgique. Se trouve vers Liessies lors de l'armistice.

### Rattachements
- Affectation organique :

mobilisation : 4e groupe de réserve
octobre 1914 : Isolée
novembre 1915 : 1er corps d’armée
- 1re armée

3 - 8 mars 1916
29 avril - 10 juin 1917
30 juin - 2 juillet 1917
11 juillet - 11 décembre 1917
16 octobre - 11 novembre 1918
- 2e armée

27 mai - 18 juillet 1915
26 février - 2 mars 1916
- 3e armée

16 - 25 décembre 1917
- 4e armée

17 octobre 1916 - 30 janvier 1917
- 5e armée

15 août - 8 septembre 1914
12 septembre 1914 - 26 mai 1915
31 janvier - 20 avril 1917
12 - 28 mai 1918
1er - 7 juillet 1918
- 6e armée

26 août - 14 octobre 1915
9 juin - 4 août 1916
12 - 15 décembre 1917
26 décembre 1917 - 11 mai 1918
29 mai - 1er juin 1918
8 - 16 juillet 1918
19 - 22 juillet 1918
- 7e armée

9 mars - 8 juin 1916
23 juillet - 15 octobre 1918
- 9e armée

9 - 11 septembre 1914
17 - 18 juillet 1918
- 10e armée

19 juillet - 25 août 1915
5 août - 16 octobre 1916
21 - 28 avril 1917
11 - 29 juin 1917
2 - 30 juin 1918
- Armée belge

3 - 10 juillet 1917
- G.Q.G.

9 - 14 août 1914
- Intérieur

2 - 8 août 1914
- Région fortifiée de Verdun

15 octobre 1915 - 25 février 1916

## Seconde Guerre mondiale

### Drôle de guerre
En cas d'intervention au Luxembourg, le groupe de reconnaissance de division d'infanterie de la 51e DI, le 70e GRDI, doit y participer en assurant la liaison entre la cavalerie de la 3e armée à droite et la 2e division légère de cavalerie à gauche (de la 2e armée), vers la frontière belgo-luxembourgeoise.

### Composition

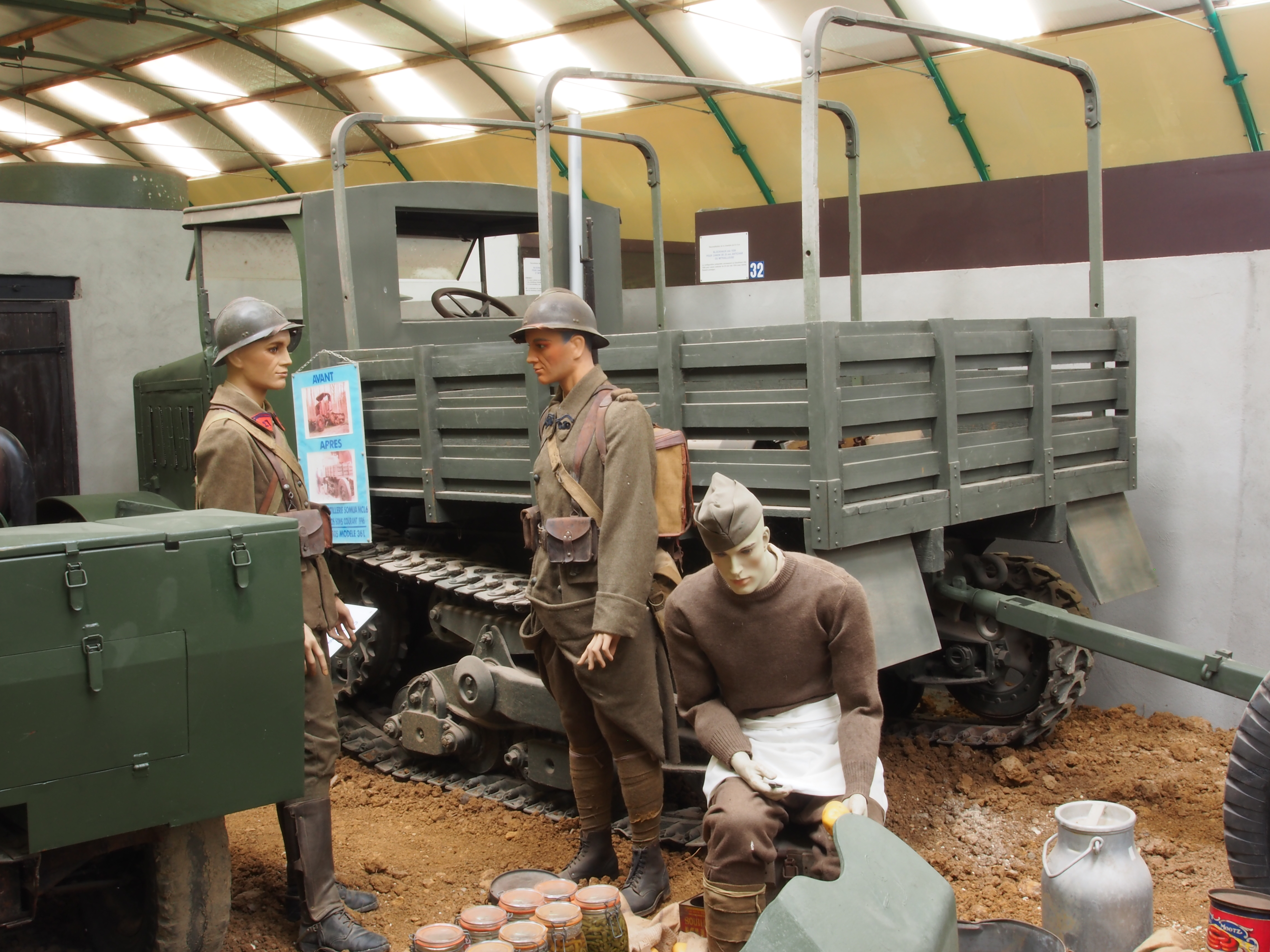
Présentation de la de 1940 au musée de l'ouvrage de Fermont. Un artilleur du (à gauche) fait face à un fantassin du.

Le 10 mai 1940 la 51e DI, sous les ordres du général Boell, est rattachée au XXIVe corps d'armée qui est intégré à la 3e armée. 
À cette date la 51e division d'infanterie se compose de :
- 100e régiment d'infanterie
- 201e régiment d'infanterie
- 310e régiment d'infanterie
- 27e régiment d'artillerie divisionnaire
- 227e régiment d'artillerie lourde divisionnaire
- 70e groupe de reconnaissance de division d'infanterie
- et tous les services (Sapeurs mineurs, télégraphique, compagnie auto de transport, groupe sanitaire divisionnaire, groupe d'exploitation etc.)